# Земпахське озеро
Земпахське озеро або Земпахер-Зе (нім. Sempachersee) — озеро в Швейцарії, розташовується на території кантону Люцерн. Належить до басейну річки Аре.
Знаходиться на Швейцарському плоскогір'ї на висоті 504 м над рівнем моря, на південний схід від міста Зурзе. Довгувата форма, витягнута в напрямку північний захід — південний схід на 7,5 км, шириною 2,4 км. Площа водної поверхні – 14,4 км². Найбільша глибина – 87 м, середня – 44 м. Об'єм – 0,639 км³. Площа водозбору (не враховуючи акваторії озера) — 61,44 км². З північно-західного боку з озера витікає річка Зур, права притока нижньої течії Аре.